# Sicyopterus hageni
Sicyopterus hageni är en fiskart som beskrevs av Canna Maria Louise Popta 1921. Sicyopterus hageni ingår i släktet Sicyopterus och familjen smörbultsfiskar. Inga underarter finns listade i Catalogue of Life.